# Торта са сиром
Торта са сиром или торта од сира (енгл. cheescake – чизкејк), је слатка округла торта која се састоји од једног или више слојева. Главни и најгушћи слој, састоји се од мешавине меког, свежег сира, јаја и шећера; ако има и доњи слој, он је обично тврд или се састојиод самлевених колачића (или бисквита), слатких крекера, пецива или бисквит торте. Може и не мора да се пече (обично се држи у фрижидеру). У торту са сиром се обично додаје шећер. На врх се може ставити слој воћа, шлага, ораха, воћног соса и/или чоколадног сирупа. У торту се може додати и њихова арома. Торта са сиром може да има више укуса, на пример: јагоде, тикве, лимете, кестена итд.